# Sorsum (Hildesheim)
Sorsum ist ein Dorf fünf Kilometer westlich von Hildesheim und der westlichste Ortsteil der Stadt. Sorsum war früher eine selbstständige Gemeinde, die am 1. März 1974 nach Hildesheim eingemeindet wurde.

## Geschichte
Sorsum wurde erstmals 1125 als Sutterem urkundlich erwähnt. Der Ort um 1220 Sustherim, um 1270 Susterem, 1277 Suttherem und im 14. Jahrhundert Sutherim genannt. Die Edelherren von Meinersen waren hier begütert. Sie gaben um 1220 im Ort 1 Hufe als Lehen an Herwig von Uetze. ½ Hufe an Dietrich und Hermann von Sorsum. Drei zehntfreie Lehnshufen der Edelherren gaben sie 1265 dem Herzog Albrecht I. von Braunschweig zurück, der sie dem Kloster Maria-Magdalena in Hildesheim übertrug.
An die 875-Jahr-Feier im Jahr 2000 erinnert ein Gedenkstein in der Ortsmitte unweit der Kirche. Schon 1215 verfügte das Dorf über eine Wassermühle. Sie stand an der Stelle, wo sich heute die 1811 errichtete Sorsumer Mühle befindet. Im Mittelalter wurde in Sorsum ein Wirtschaftshof des Magdalenenklosters in Hildesheim gegründet, die Anlage ist heute noch vorhanden und sehenswert. 1496 wurde der Ort als Sosserumb und um 1700 als Sorsumb erwähnt. 1785 lebten in Sorsum 335 Menschen. Bei der Volkszählung von 1895 wurden 731 Einwohner gezählt. Nach dem Zweiten Weltkrieg stieg die Einwohnerzahl deutlich an, da viele Vertriebene nach Sorsum zogen. Bei der Eingemeindung nach Hildesheim hatte der Ort rund 2300 Einwohner. Mitte der 1970er Jahre zog die evangelische Behinderteneinrichtung Diakonie Himmelsthür auf ihr neues Gelände am Nordostrand von Sorsum um, wo umfangreiche Wohnhäuser, Schulräume, Werkstätten und eine Kirche entstanden. Am 1. Januar 2001 wohnten in Sorsum 3106 Menschen, am 31. Dezember 2005 waren es 2844. Am 31. Dezember 2016 lag die Einwohnerzahl (Hauptwohnsitz) Sorsums bei 2558.

## Politik

### Ortsrat
Der Ortsrat, der Sorsum vertritt, setzt sich aus neun Mitgliedern zusammen. Die Ratsmitglieder werden durch eine Kommunalwahl für jeweils fünf Jahre gewählt.

Bei der Kommunalwahl 2021 ergab sich folgende Sitzverteilung:
| Ortsrat 2021Insgesamt 9 Sitze - SPD: 5 - Grüne: 1 - CDU: 3 |

### Ortsbürgermeisterin
Ortsbürgermeisterin ist Erika Hanenkamp (SPD), Stellvertretende Ortsbürgermeister sind Helmut Engelhardt (CDU) und Stephan Lenz (SPD).

## Kultur und Sehenswürdigkeiten

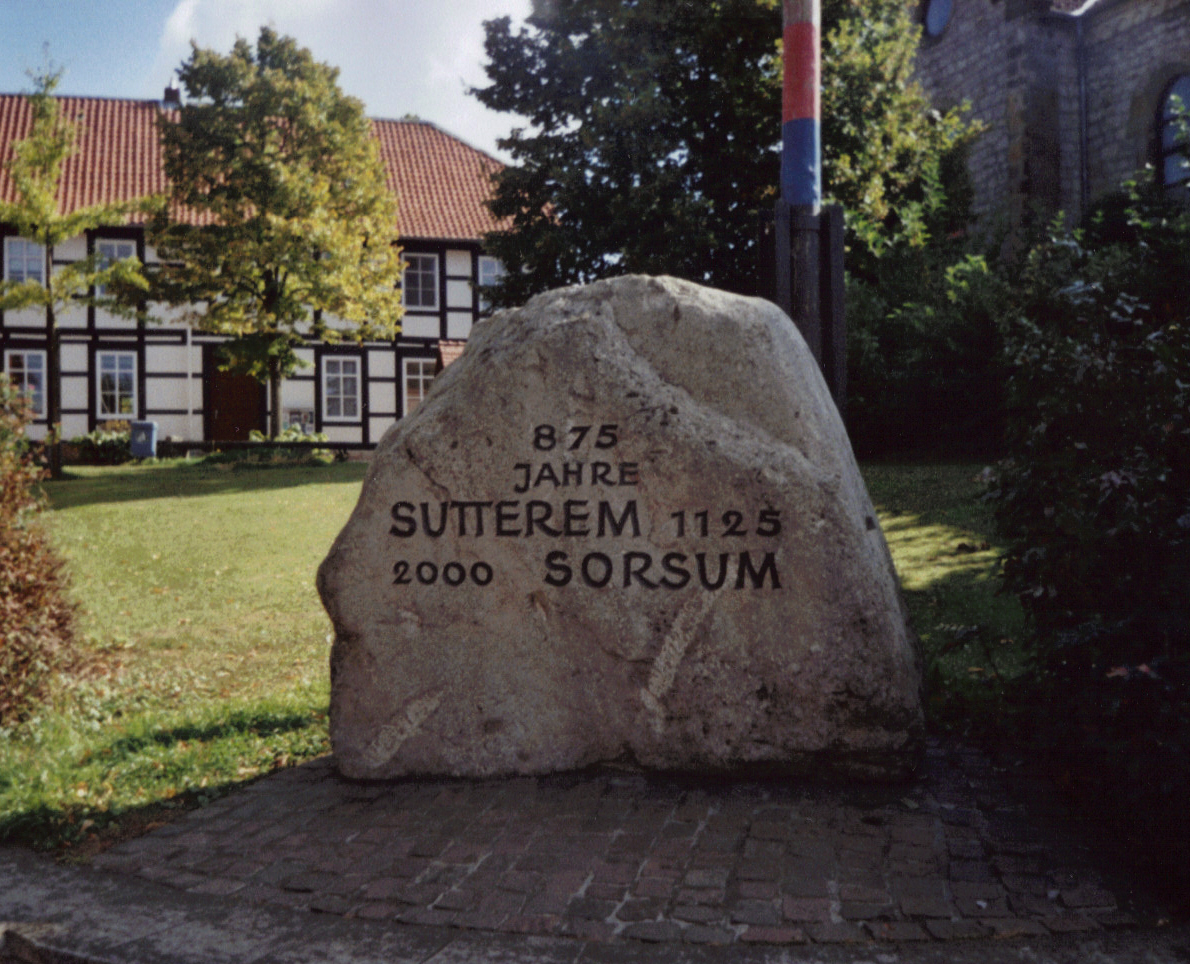
Gedenkstein

Die katholische Pfarrkirche St. Kunibert wurde 1887/88 im Stil der Neoromanik erbaut und 1979–1982 renoviert, ihr Turm ist von 1908. Im Innern der Kirche sind vor allem ein Relief aus Sandstein aus dem 15. Jahrhundert mit der Verkündigung der Maria sowie die bemalte Holzdecke vom Ende des 19. Jahrhunderts bemerkenswert. Die Holzdecke zeigt den Stammbaum Jesu und erinnert an die Holzdecke der Michaeliskirche aus dem Mittelalter.

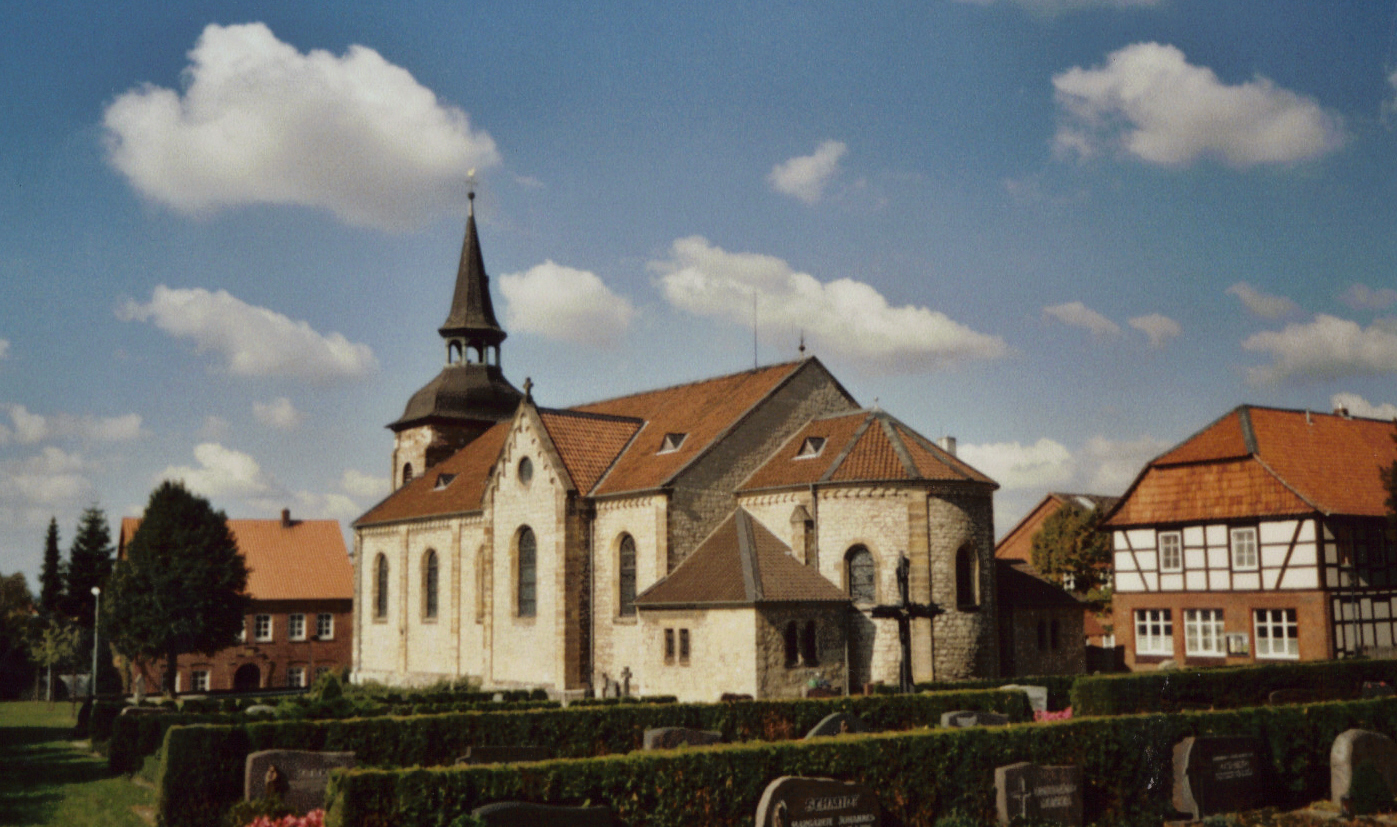
Pfarrkirche St. Kunibert
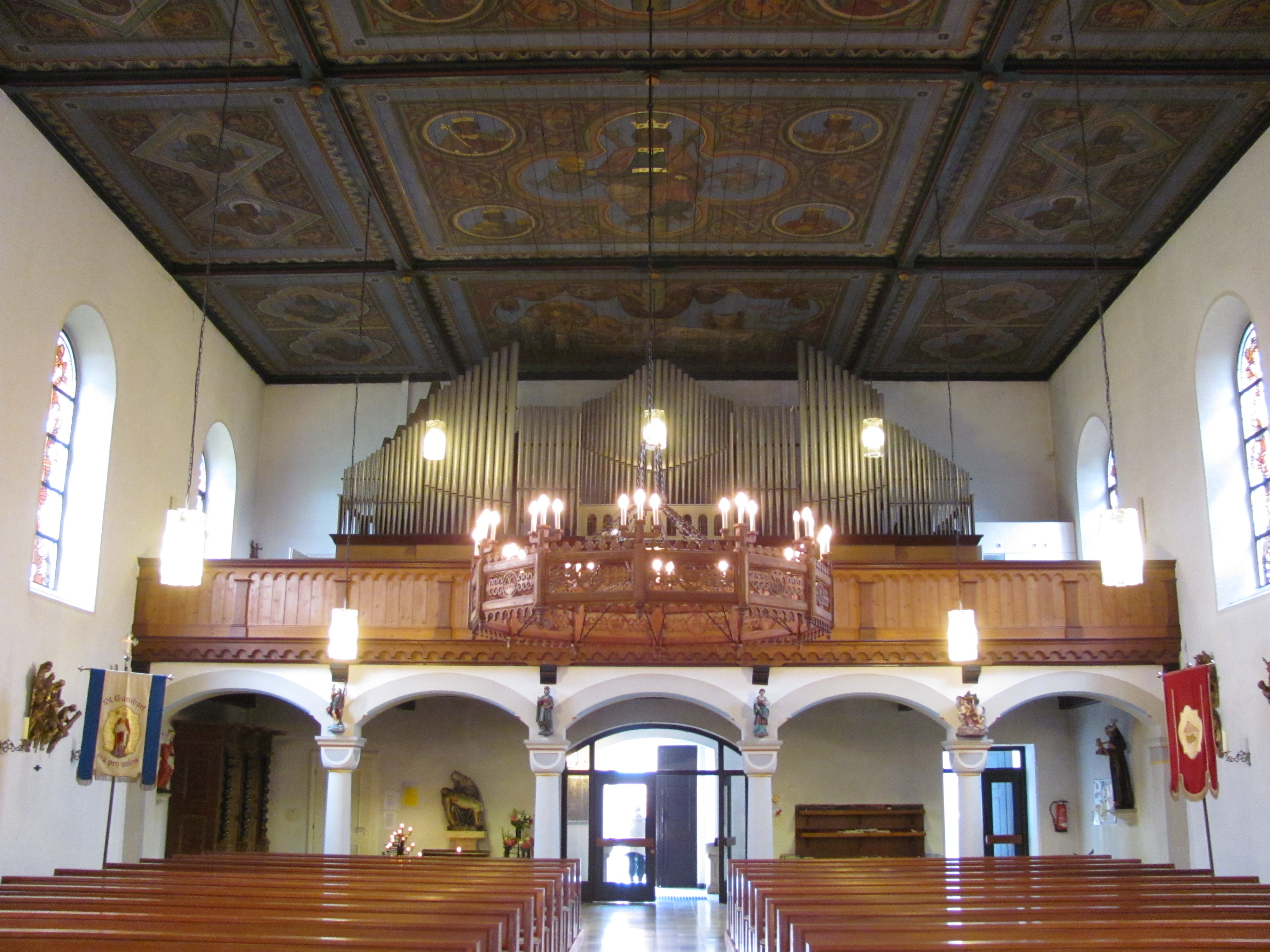
Pfarrkirche St. Kunibert
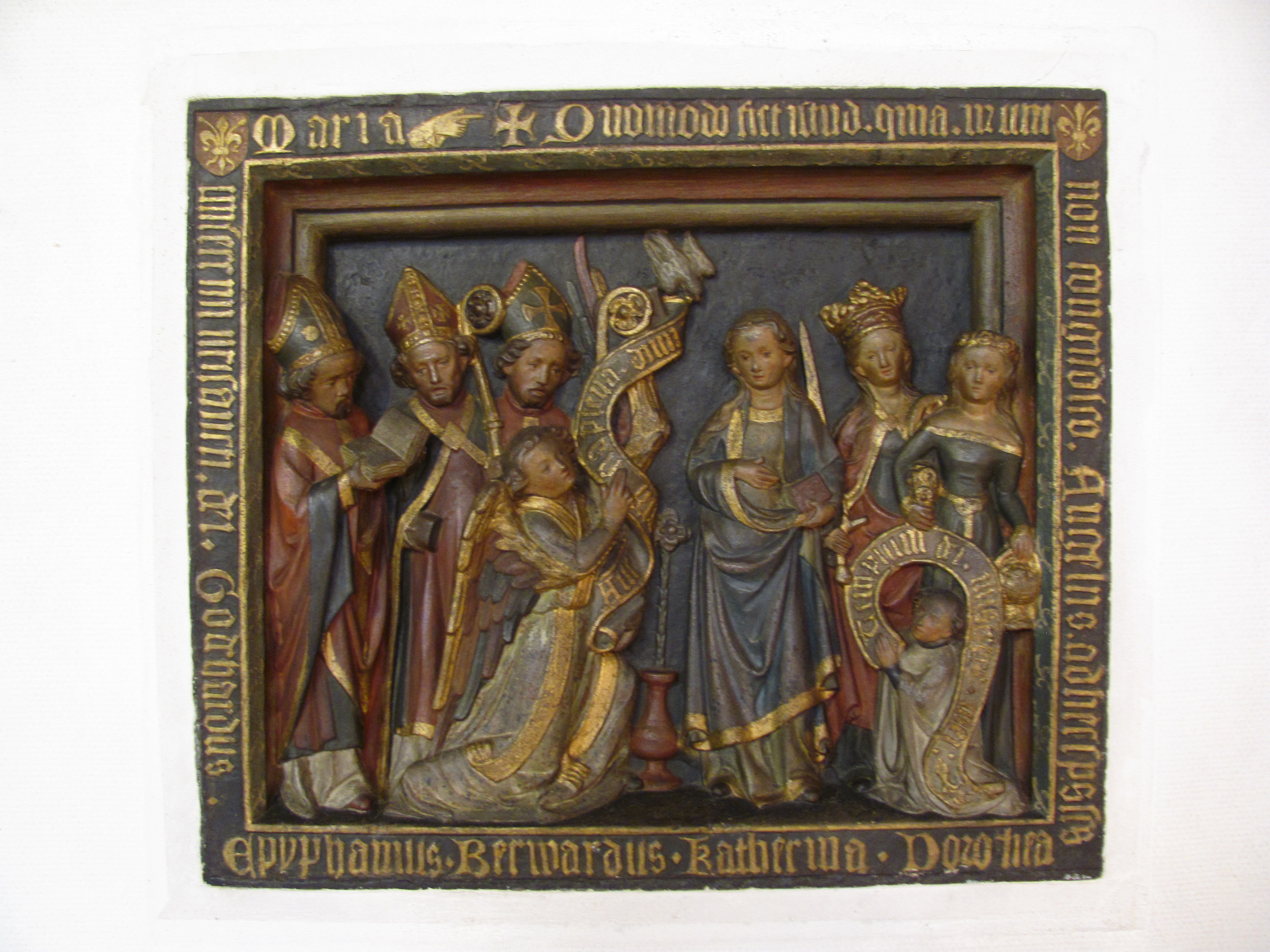
Relief in St. Kunibert

Eine weitere Sehenswürdigkeit Sorsums ist das Klostergut, dessen heutige Gebäude zum größten Teil aus dem 18. Jahrhundert stammen. 1734 wurde das repräsentative Herrenhaus mit einem Walmdach errichtet. Das Erdgeschoss ist aus Bruchsteinen erbaut, das Obergeschoss aus Fachwerk. Auf dem Gutshof fallen außerdem eine große Scheune von 1786 sowie der achteckige Taubenturm mit seinem Zeltdach auf. Er wurde 1733 aus Kalkbruchsteinen errichtet.

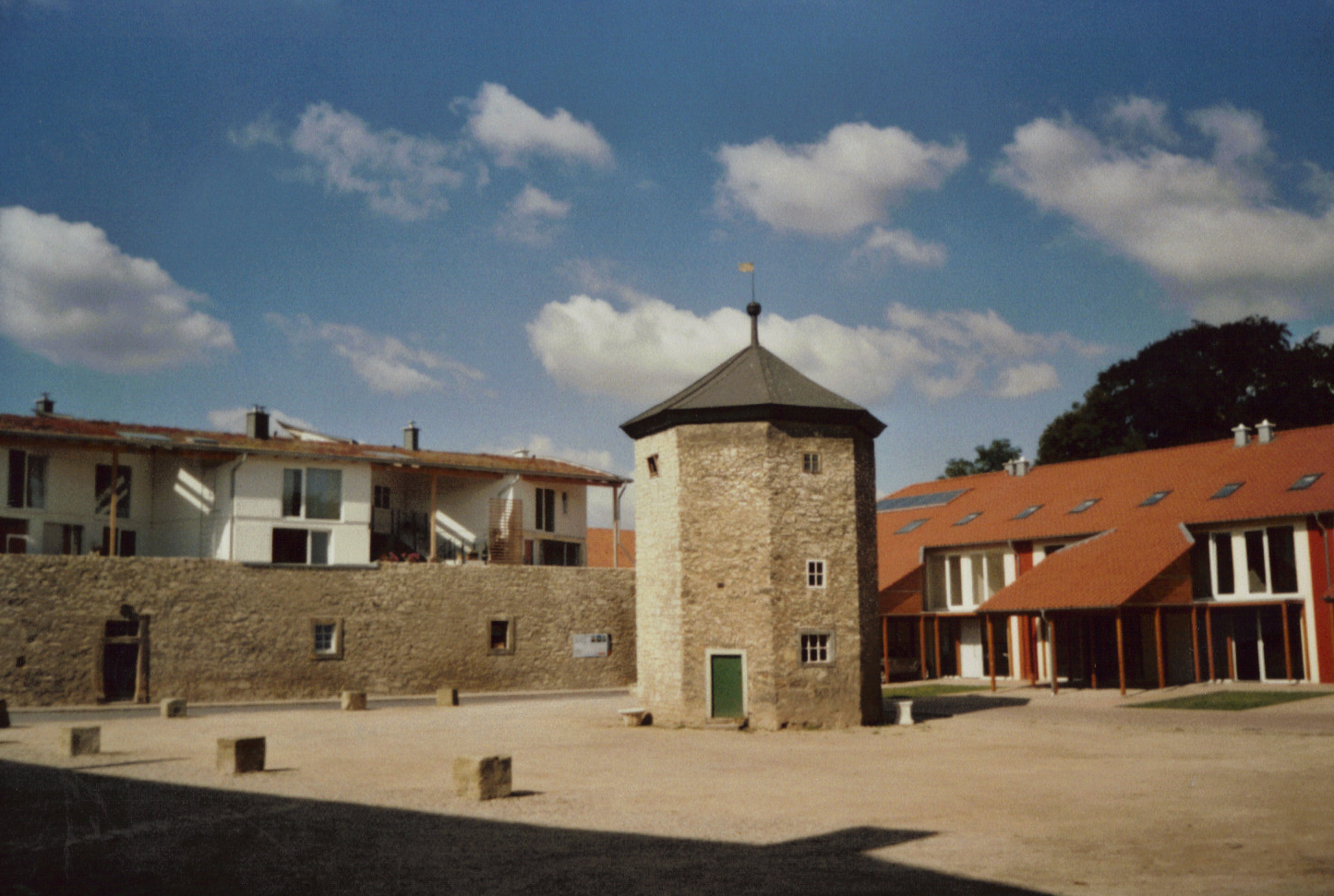
Klostergut: Die Gebäude wurden zu einer Wohnanlage umgestaltet
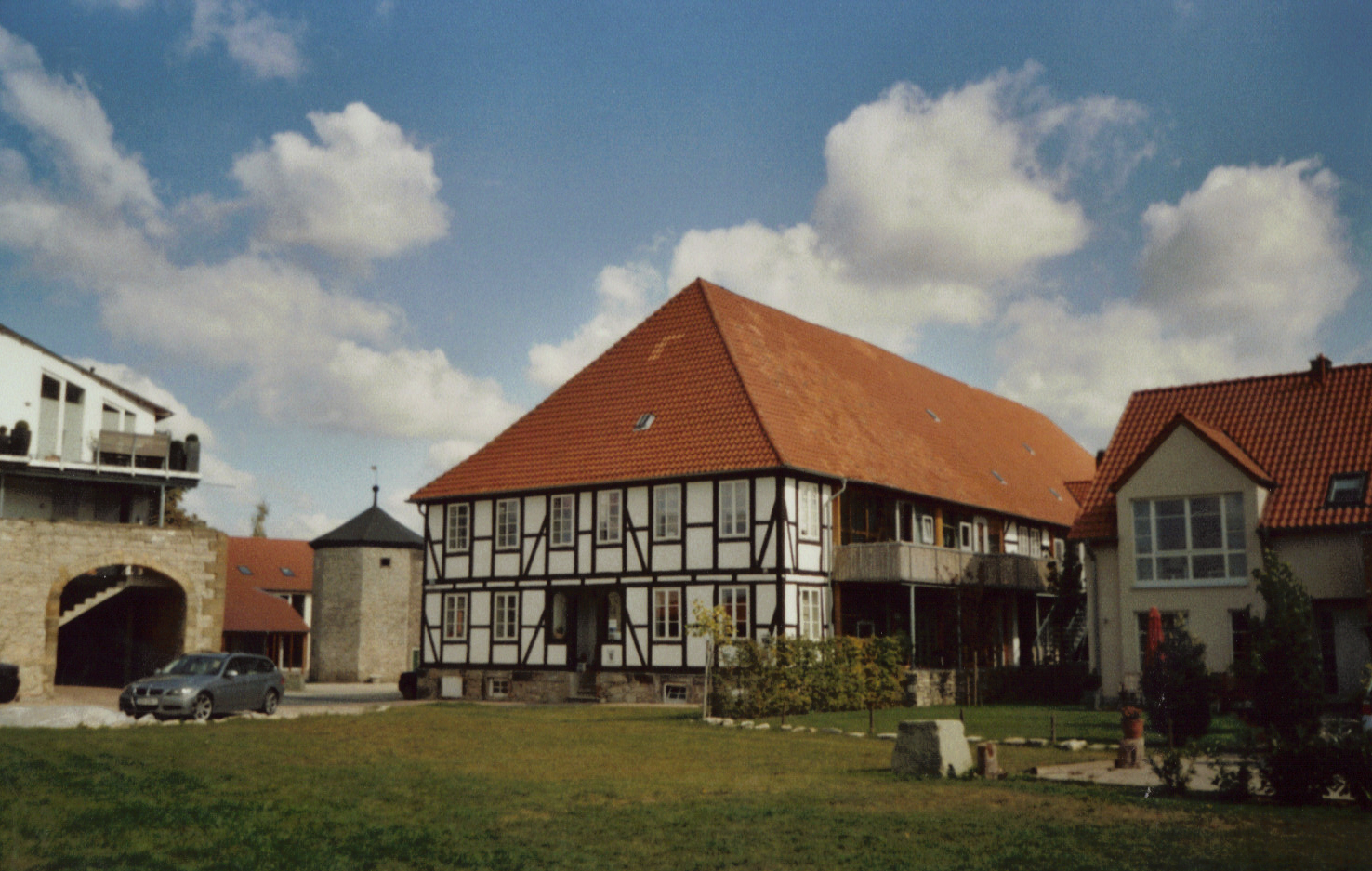
Klostergut: Die Gebäude wurden zu einer Wohnanlage umgestaltet
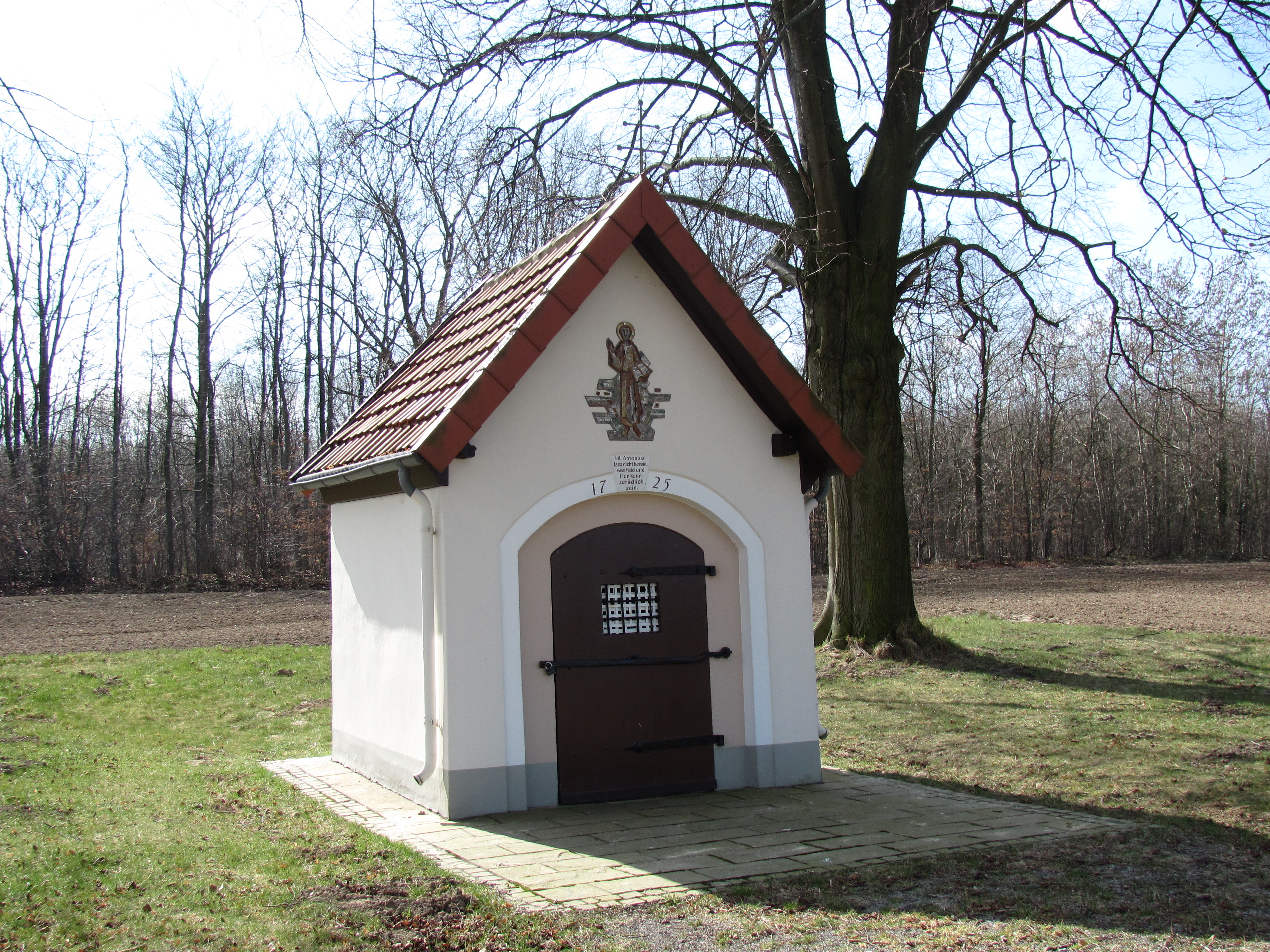
Antoniuskapelle.

In der Sorsumer Hauptstraße sind noch mehrere gut erhaltene Fachwerkhäuser zu sehen.

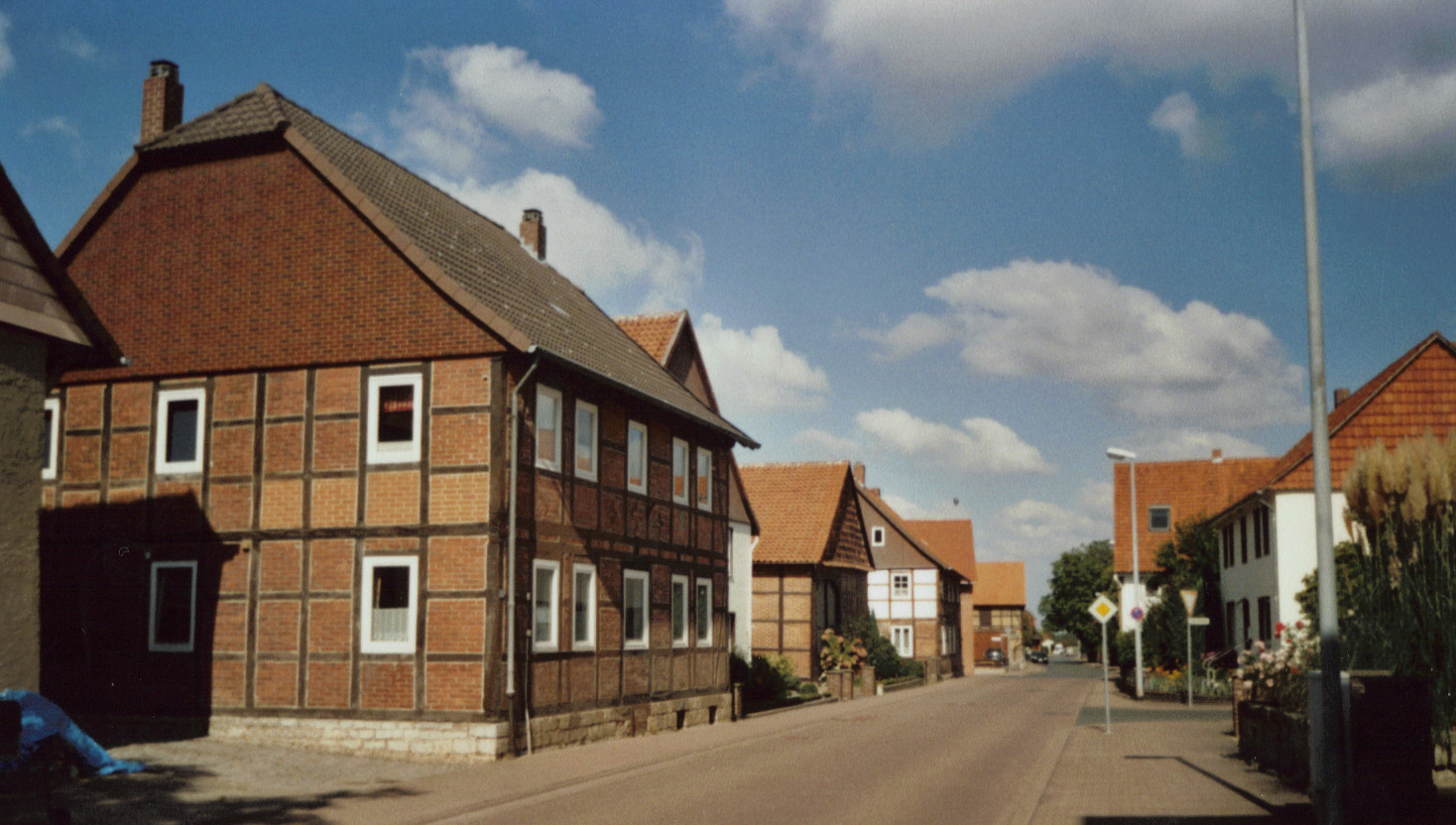
Sorsumer Hauptstraße

Südlich von Sorsum befindet sich unter Bäumen die kleine Antoniuskapelle, die 1725 mit einem Satteldach erbaut wurde.

## Verkehr
Sorsum liegt an der Schnellfahrstrecke Hannover–Würzburg und der Hildesheimer Schleife (Sorsum – Himmelsthür).